# 清沢忠彦
清沢 忠彦（きよさわ ただひこ、1938年4月24日- ）は、福岡県出身の野球選手（投手）。

## 経歴
福岡県出身。父の勤務地である朝鮮半島北部で終戦を迎え帰国。岐阜県立岐阜商業高等学校では甲子園に4回の出場を果たす。1年生の1955年からエースとなり、夏の甲子園予選三岐大会決勝に進むが、四日市高の高橋正勝に抑えられ敗退。四日市高は夏の選手権で優勝。翌1956年、2年生時に春の選抜に出場。決勝に進み中京商の安井勝と投げ合うが完封負けで準優勝。同年夏の選手権では、2回戦で王貞治を先発に起用した早稲田実に大勝。またも決勝に進むが平安高の岩井喜治（明大－日立製作所）に抑えられ2-3で惜敗。1年上のチームメイトに一塁手で控え投手もこなした田中和男、後に早慶六連戦で死闘を繰り広げる三塁手の村瀬栄治、外野手の所正美（早大－いすゞ自動車）らがいた。
翌1957年春の選抜は準々決勝で淡河弘のいた久留米商に延長10回サヨナラ負け。同年夏の甲子園は、1回戦で津島商工から無安打無得点試合を記録するが、準々決勝で大宮高に敗退。2年下のチームメートに高木守道がいた。
卒業後は慶應義塾大学に進学。東京六大学野球リーグでは立大、早大の後塵を拝し優勝には届かなかった。早大と優勝を争った1960年秋季リーグの早慶六連戦では、まず早慶戦の1回戦、3回戦に先発するがいずれも敗戦投手となる。優勝決定戦ではリリーフに回り第2戦、第3戦に登板した。リーグ通算63試合20勝14敗、防御率1.48、奪三振214。大学同期に角谷隆、三浦清（日本石油－大昭和製紙）、丹羽弘（全鐘紡）の3投手、遊撃手の安藤統男らがいる。
大学卒業後は住友金属に入社。1964年10月には東京五輪デモンストレーションゲームとして開催された、社会人野球選抜と米国大学選抜との試合に登板した。1965年の都市対抗では決勝に進出、電電近畿に敗退し準優勝にとどまるが久慈賞を獲得。翌1966年の都市対抗でも2勝を挙げ決勝に進む。しかし延長10回の熱戦で熊谷組にサヨナラ負け、2年連続準優勝に終わる。この大会でも久慈賞を獲得した。同年のアマチュア野球世界選手権日本代表に選出され、日本の優勝に貢献。引退後は住友金属野球団監督に就任。
1971年から高校野球甲子園大会の審判員を19年間務める。